# Шведська марка
Шведська марка (швед. svensk mark) — грошова одиниця Шведського королівства, яка карбувалася в період з 1536 по 1755 рік. З 1620 року в державі діяла біметалева монетна система, за якою обігові монети були відповідними за вартістю водночас мідній та срібній ваговим одиницям. 1776 року була проведена грошова реформа, згідно з якою шведська валюта стала підпорядковуватись єдиній ваговій одиниці — срібній марці. З обігу була остаточно вилучена обігова марка та деякі інші дрібні монети.

## Історія

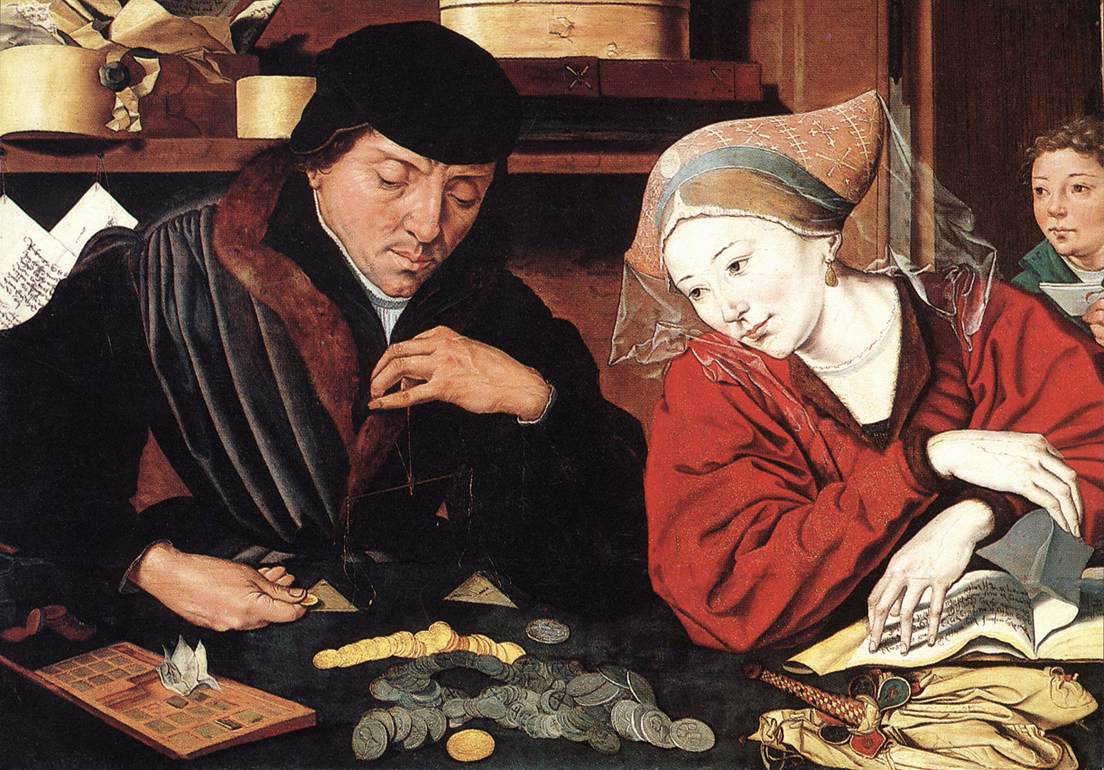
Банкір та його дружина за перерахунком грошей. XVI століття. Фламандський живописець Марінус ван Реймерсвале (1490—1567 рік)

Перші монети Швеції відомі ще від початку XI століття. У ті часи основна система карбування розвивалася лише в Данії, тож Швеція та Норвегія довгий час використовували данські монети. У середині XII століття Швеція відновлює власне карбування, але перші тонкі пеннінги (швед. penningar) не відігравали особливої ролі в монетному процесі держави. Однак поступово срібні пеннінги стали використовувати навіть у північній Скандинавії. 1370 року почали карбувати монету ертруг (швед. örtug). Після приєднання Швеції до Кальмарської унії всі монети почали карбуватися в Швеції лише в ім'я данського короля. 1523 року під керівництвом короля Швеції Густава I Еріксона та завдяки численній підтримці міста Любек Швеції вдалося перемогти данські війська, а Кальмарська унія втратила сенс подальшого існування. Панування Данії у Швеції було остаточно припинене, а для самої держави почалася епоха реформації. У 1522 році в обігу з'являються перші післяунівські монети ере (швед. öre) з низьким вмістом рудникового срібла (звідси і походить назва монети, руда нім. мовою — öre). 1534 року в обігу з'являються срібні далери (швед. dalers), а 1536 року карбують срібну марку. За курсом тих часів 192 пенінги = 64 ертуги = 8 ере = 1 обігова марка = ⅓ далера. У 1548 році пеннінги припиняють карбувати, але використовують як розрахункову одиницю до реформи 1776 року. У 1604 році срібний далер замінили на риксдалер (швед. riksdaler). Риксдалер швидко стає основною грошовою одиницею для срібного стандарту. У 1661 році риксалери карбуються на монетному дворі в Гамбурзі з вищим вмістом срібла, ніж у шведському. З 1654 року риксалер забезпечується золотою торговою валютою — дукатом — у співвідношенні 1 дукат = 8 риксалерів, а згодом = 2 спейсдалерів.

## Подвійний монетний стандарт
З 1620 року у Швеції було введено одразу дві монетні системи: раніша базувалася на сріблі та використовувала за еталон кельнську марку та нова, яка ґрунтувалася на скандинавській мідній марці. Вага кельнської становила 233,856 г, скандинавської — 218,3 г. Причина використання такого стандарту — нестача срібла, в той час коли видобуток міді був важливою галуззю у Швеції й згадується в документах з 1288 року. Таким чином, шведський уряд прагнув збільшити попит саме на мідь.
1644 року срібний далер коштував 2½ мідного далера, а з 1665 року — 3 мідних далери. Водночас вважалося нормою розраховуватися на ринку саме мідними далерами. У період із 1664 по 1776 рік карбувалися мідні плати-далери для ринкових розрахунків з іншими державами, але в співвідношенні за комерційною вартістю до срібних далерів. Але мідь була нижчою в ціні й щоб карбувати мідні монети відповідними за ціною до срібних, вага таких монет повинна бути великою. Тому саме розмір мідних монет у співвідношенні до срібних став головним недоліком біметалевого стандарту. Основними труднощами було транспортування вагової міді й податкової оплати від населення до королівської скарбниці. Отже, використовуючи подвійний стандарт, шведська валюта того часу не була стабільною, курс цієї системи постійно змінювався протягом всіх років.
Проте всі ці труднощі мідного стандарту створили ідеальні умови для виготовлення перших у Європі паперових банкнот. Рудовласники прийшли до висновку, що шахтарям простіше оплачувати працю з мідних розрахунків, але водночас такі розрахунки — заважка ноша для робітників. 1556 року Йоган Палмструх отримав королівський дозвіл на створення банку. 1661 року з'явилися перші банкноти у співвідношенні до мідної марки номіналами в риксалерах. Проте на початку перші паперові гроші були недоброзичливо сприйняті населенням і Палструхбанк невдовзі збанкрутував. Приміщення банку було викуплене та перетворене на Ріксбанк (швед. Riksbank), нині один з найстаріших банків у Європі. 1745 року банк призупинив випуск монет за мідним стандартом і, не зважаючи на невдалу спробу випуску перших банкнот, цього разу банку вдається налагодити випуск купюр, який успішно продовжується до монометалевої реформи 1776 року.
| Таблиця змін курсу марки за період свого карбування |            |                                                 |
| Рік                                                 | Валюта     | Співвідношення марки до валюти                  |
| 1537                                                | 1 далер    | = 3 марки                                       |
| 1545                                                | 1 далер    | = 4 марки                                       |
| 1573                                                | 1 далер    | = 10 марок                                      |
| 1574                                                | 1 далер    | = 30 марок                                      |
| 1575                                                | 1 далер    | = 4 марки                                       |
| 1604                                                | 1 риксалер | = 4 марки                                       |
| 1619                                                | 1 риксалер | = 6½ марки                                      |
| 1629                                                | 1 риксалер | = 6½ марки = 12 срібних марок = 15 мідних марок |
| 1775                                                | 1 риксалер | = 69¼ мідних марок                              |

½ марки, 1536 (Період карбування 1536–1539 роки) року. Срібло. Вага 5,33 г.
1 марка, 1720 (Період карбування 1719–1720 роки) року. Срібло. Спільний тираж 98.000.
2 марки, 1661 (Період карбування 1661 рік) року. Срібло (0, 750). Вага 10,4008 г. Діаметр 29,0–31,0 мм. Тираж 154.000.
3 марки, 1562 (Період карбування 1562 рік) року. Срібло. Вага 30,54 г.
4 марки, 1568 (Період карбування 1568 рік) року. Срібло. Вага 12,53 г.
4 марки, 1609 (Період карбування 1609 рік) року. Срібло (0.8210). Вага 29,6179 г.
8 марок, 1608 (Період карбування 1608 рік) року. Срібло (0.8210). Вага 39,4905 г.
10 марок, 1626 (Період карбування 1626 рік) року. Золото (0.870). Вага 3,2728 г.
16 марок, 1607 (Період карбування 1607–1608, 1610–1611 роки) року. Срібло (0.9790). Вага 4,9557 г.
20 марок, 1606 (Період карбування 1606 рік) року. Срібло (0.8210). Вага 98.726 г.

| Таблиця карбування шведських марок періоду її існування (1536—1755 роки) |                                       |                |
| Король                                                                   | Номінали в марках, які карбувалися    | Метал          |
| Густав I Ваза (1523—1560)                                                | ½, 1, 2 марок                         | Срібло         |
| Ерік XIV (1560—1568)                                                     | 1, 2, 3 марок                         | Срібло         |
| Юхан III та Карл IX Ваза (1568)                                          | 4 марки                               | Срібло         |
| Юхан III (1568—1592)                                                     | 1, 2, 4 марок                         | Срібло         |
| Сигізмунд III Ваза (1592—1599)                                           | 1, 2 марок                            | Срібло         |
| Карл IX (1599—1611)                                                      | ½, 1, 2, 4, 5, 6, 8, 10, 16, 20 марок | Срібло, золото |
| Джоан (1608—1618) Східний Готланд)                                       | 4 марки                               | Срібло         |
| Густав II Адольф Ваза (1611—1632)                                        | 1, 2, 4, 10, 16, 20, 40 марок         | Срібло, золото |
| Христина I (1632—1654)                                                   | 1, 2, 4 марок                         | Срібло         |
| Карл Х Густав (1654—1660)                                                | 1, 2 марок                            | Срібло         |
| Карл XI (1660—1697)                                                      | 1, 2, 4, 8 марок                      | Срібло         |
| Карл XII (1697—1718)                                                     | 1, 2, 4, 8 марок                      | Срібло         |
| Ульріка Елеонора (1719—1720)                                             | 1, 2 марок                            | Срібло         |
| Фредерік I (1720—1751)                                                   | 1, 2, 4 марок                         | Срібло         |
| Адольф I Фредерік (1751—1771)                                            | 4 марки                               | Срібло         |

## Грошова реформа 1776 року
У 1776 році король Густав III, зрозумівши нерентабельність біметалевої системи, вирішив провести нову монетну реформу, прибравши мідний стандарт і залишивши срібний риксалер головною валютою Швеції. Марка, яка перестала карбуватися задовго до реформи, була скасована остаточно. Також були вилучені з обігу ертуги та ери (знову були введені до обігу з 1855 року та перебувають у ньому й понині).